# Maladera granuligera
Maladera granuligera är en skalbaggsart som beskrevs av Blanchard 1850. Maladera granuligera ingår i släktet Maladera och familjen Melolonthidae. Inga underarter finns listade i Catalogue of Life.